# Erika Bernhard
Erika Bernhard ist eine österreichische Diplomatin.

## Leben
Erika Bernhard absolvierte das BRG Kremszeile in Krems. Sie engagiert sich im Kulturdenkmalverein der Marktgemeinde Senftenberg.
Sie ist verheiratet und hat zwei Söhne.

## Diplomatische Karriere
Erika Bernhard begann ihre Karriere im Jahr 1998 im österreichischen Außenministerium in der Abteilung für den Nahen Osten und Afrika, wo sie als nationale Delegierte in EU-Arbeitsgruppen tätig war, die sich mit dem Nahost-Friedensprozess, der Euro-Mittelmeer-Partnerschaft und dem Golf-Kooperationsrat befassten. Während der portugiesischen EU-Ratspräsidentschaft im Jahr 2000 arbeitete sie an der österreichischen Botschaft in Lissabon. Von 2000 bis 2002 betreute sie die Wirtschaftsbeziehungen mit Asien, Lateinamerika und EWR/EFTA. 
Im Jahr 2002 wurde Bernhard Leiterin des Österreichischen Kulturforums in Brüssel, wo sie unter anderem das Kulturprogramm der österreichischen EU-Präsidentschaft 2006 organisierte.
Ab 2006 war sie stellvertretende Leiterin der Österreichischen Botschaft Laibach. 
Im Jahr 2009 wurde Erika Bernhard zur stellvertretenden Leiterin des Büros des Generalsekretärs des Außenministeriums unter Außenminister Michael Spindelegger ernannt, wo sie für die Bereiche EU, Wirtschaftspolitik, Kultur und Wissenschaft, Entwicklungszusammenarbeit usw. zuständig war. Im Jahr 2013 übernahm sie die Leitung des Büros des Generalsekretärs. 
Von 2014 bis 2018 war Frau Bernhard österreichische Generalkonsulin in Straßburg und Stellvertretende Leiterin der Ständigen Vertretung Österreichs beim Europarat. Nach der Rückkehr nach Wien war sie als Kovorsitzende der Lenkungsgruppe für den Voluntary National Review on Sustainable Development, sowie als Kovorsitzende der Steuerungsgruppe zur Agenda 2030 tätig. 
Im Jahr 2021 wurde Erika Bernhard zur Botschafterin der Republik Österreich für Malta ernannt. Seit Mai 2024 ist sie als Botschafterin für Katar in Doha benannt.